# Gary Abraham
Gary Abraham (Southampton, 8 gennaio 1959) è un ex nuotatore britannico.

## Carriera
All'apice della carriera ha vinto la medaglia d'argento nella 4x100m misti alle Olimpiadi di Mosca 1980.

## Palmarès
- Giochi olimpici

Mosca 1980: bronzo nella 4x100m misti.
- Mondiali

Berlino 1978: bronzo nella 4x100m misti.
- Giochi del Commonwealth

Edmonton 1978: argento nei 100m dorso e nella 4x100m misti.